# Stefan Dörfler

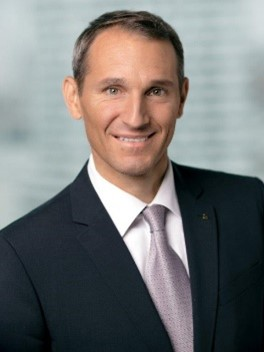
Stefan Dörfler 2016

Stefan Dörfler (* 24. Februar 1971 in Wien) ist ein österreichischer Bankmanager. Seit 2019 ist er Chief Financial Officer der Erste Group Bank AG und seit 2022 gleichzeitig CFO der österreichischen Tochterbank der Erste Group, der Erste Bank der oesterreichischen Sparkassen AG.

## Leben
Stefan Dörfler wurde in Wien geboren und ist in Kärnten aufgewachsen. Nach der Matura am Ingeborg-Bachmann-Gymnasium studierte er Technische Mathematik an der Technischen Universität Wien, wo er sein Studium 1995 mit einem Diplom-Ingenieur-Titel abschloss.
Stefan Dörfler begann seine Karriere 1995 als Derivathändler bei der GiroCredit, die später in die Erste Bank Oesterreich integriert und in Folge in die Erste Group integriert wurde. Nach verschiedenen Führungspositionen in der Handels- und Vertriebsabteilung der Erste leitete er von 2009 bis 2016 das Kapitalmarktgeschäft der Bank. Während Dörflers Zeit als CEO der Erste Bank Oesterreich (2016–2019) führte die Bank als eines der ersten Finanzinstitute in Österreich Apple Pay ein, intensivierte die Zusammenarbeit mit der Wiener Städtische Versicherung, um zusätzliche Sach- und Krankenversicherungsprodukte und -dienstleistungen anzubieten, und stellte gemeinsam mit der Europäischen Investitionsbank (EIB) unter anderem insgesamt 200 Millionen Euro für die Finanzierung von leistbarem langfristigem Wohnraum in Österreich zur Verfügung.
Stefan Dörfler ist Mitglied des Aufsichtsrats einer Reihe von Tochtergesellschaften und Unternehmen der Erste Group, darunter Česká spořitelna, Banca Comercială Română (BCR) und Erste Digital.  Zusätzlich zu seinen Funktionen innerhalb der Erste Group ist Dörfler auch Aufsichtsratsmitglied der Wiener Börse.
Stefan Dörfler tritt häufig als Vortragender zu bank- und wirtschaftspolitischen Themen bei Branchenveranstaltungen, akademischen Foren und Investorenkonferenzen, unter anderem beim Europäischen Forum Alpbach, der Wirtschaftsuniversität Wien, dem Wirtschaftsforum der Führungskräfte und GEWINN auf. Er ist auch regelmäßig bei Bloomberg TV und CNBC Europe als Interviewpartner zu sehen, wo er die Quartalsergebnisse der Erste Group und die Entwicklungen in Zentral- und Osteuropa diskutiert.

## Persönliches
Stefan Dörfler war in seiner Jugend Tennisspieler, der in Kärnten mehrere Titel in der Jugendliga gewann und für die Sportunion Klagenfurt in der Bundesliga spielte. Dörfler nimmt weiterhin an Pro-Am-Tennisturnieren teil, unter anderem im Rahmen der Erste Bank Open in Wien.